# Машумі
Машумі (індонез. Masyumi) — основна ісламістська політична партія в Індонезії за часів ліберальної демократії. 1960, після заколоту 1958 року, президент Сукарно заборонив партію.

## Історія
Партія була заснована 1943 року в окупованій японцями Індонезії як мусульманська організація. У створенні Машумі значну роль відіграли японські окупанти, які бажали контролювати ісламістський рух у країні. Після оприлюднення Декларації незалежності Індонезії 7 листопада 1945 року вона була перетворена на політичну партію й отримала назву Машумі. Упродовж певного часу вона була найбільшою за чисельністю партією в країні. На правах колективних членів до її складу входили організації Нахдатул Улама і Мухаммадія.
19 лютого 1946 року за розпорядженням тогочасного міністра оборони Аміра Шарифуддіна в армії був створений «освітній штаб», найбільший вплив у якому мали соціалісти-члени партії Машумі.
У серпні 1950 року було утворено новий індонезійський парламент — Раду народних представників. Партія Машумі отримала в ньому 49 місць. Членами партії були прем'єр-міністри Мохаммад Натсір і Бурхануддін Харахап.
Машумі посіла друге місце на парламентських виборах 1955 року, де здобула 7 903 886 голосів (20,9 %) і 57 місць у парламенті. Партія була популярною в регіонах, де переважало мусульманське населення, таких як Західна Суматра, Джакарта й Ачех. На Яві Машумі отримала 51,3 % голосів, на Суматрі — 42,8 %, на Калімантані — 32 %, на Сулавесі — 33,9 %.
1958 року частина членів Машумі підтримала повстання проти Сукарно, в результаті 1960 року партія була заборонена разом з Соціалістичною партією.
Після заборони партії її члени та прибічники заснували організацію «Родина зірки і півмісяця» (індонез. Keluarga Bulan Bintang), що виступала за впровадження в країні законів шаріату й мусульманського навчання у школах. Після приходу до влади генерала Сухарто партію спробували відновити, але та спроба не отримала підтримки з боку влади. Друга спроба відродження партії була вжита після повалення Сухарто, вона закінчилась заснуванням Партії зірки та півмісяця, яка брала участь у парламентських виборах 1999, 2004 та 2009 років.